# Aneuretellus deformis
Aneuretellus deformis är en myrart som beskrevs av Gennady M. Dlussky 1988. Aneuretellus deformis ingår i släktet Aneuretellus och familjen myror. Inga underarter finns listade i Catalogue of Life.